# Turmhügel Wildenau
Der Turmhügel Wildenau ist eine abgegangene Turmhügelburg (Motte) in der Ortsmitte Wildenau, einem Ortsteil von Selb im Landkreis Wunsiedel im Fichtelgebirge in Bayern.
Von der ehemaligen Mottenanlage ist noch der Turmhügel erhalten.